# 宇宙ステーションの悪魔
「宇宙ステーションの悪魔」（うちゅうステーションのあくま、原題: The Long Game）は、イギリスのSFテレビドラマ『ドクター・フー』のシリーズ1第7話。BBC Oneで2005年5月7日に放送された。脚本はエグゼクティブ・プロデューサーのラッセル・T・デイヴィス、監督はブライアン・グラントが担当した。
本エピソードでは異星人のタイムトラベラーである9代目ドクターと彼のコンパニオンローズ・タイラーが近未来の天才アダム・ミッチェルを加え、西暦20万年のサテライト5に着陸する。サテライト5は人類帝国全土へニュースを放送する宇宙ステーションである。しかしドクターはサテライト5に異星人がおらず、フロア500に昇進した人間が失踪していることに気付き、サテライト5に疑念を抱く。ドクターとローズは、人類を秘密裏に支配するエイリアンのジャグラフェスと部下エディターの存在を暴く。一方でアダムは失態を犯し、ドクターとローズにより家へ戻されることとなる。
「宇宙ステーションの悪魔」のコンセプトはもともとデイヴィスが1980年代の『ドクター・フー』脚本オフィスに提出していた。彼は追放されるコンパニオンを描いたストーリーラインに興味を持った。また、本エピソードはメディアの風刺であることが批評家から指摘されている。制作は2004年11月と12月にニューポート、12月にコリトンで行われた。イギリスでは801万人の視聴者を獲得し、批評家からは一般に賛否の混ざった批評を受けた。

## 制作
図書 The Shooting Scripts によると、ラッセル・T・デイヴィスは元々ローズが「マネキンウォーズ」でそうであったように、アダムの視点から冒険を広げてドクターとローズを謎に満ちて恐ろしいキャラクターとして見せるエピソードを執筆する予定であった。彼はこのアウトラインに従い、仮題を "Adam" としていた。"The Companion Who Couldn't" という別の仮題もあった。デイヴィス曰く、「宇宙ステーションの悪魔」のコンセプトは元々1980年代前半に執筆されて『ドクター・フー』の制作オフィスに提出されていた。当時の制作チームがそれを読んだかは定かでなく、デイヴィスはBBCスクリプトユニットからリジェクトを受け、より現実的な話を書くようアドバイスされた。デイヴィスは新シリーズ用にストーリーの再構成に努めた。
本エピソードのDVDコメンタリーでは、監督のブライアン・グラントと俳優ブルーノ・レングレイがアダムの行動の更なる動機を言及した。脚本の初期の草案ではアダムの父が彼の時代（2012年）で不治の病に苦しんでおり、彼は2012年から西暦20万年の間に発見された治療法を探ろうとした。後の段階では関節炎となった。グラントは完成した脚本にその動機が存在するかのように話したが、実際にはその痕跡も残っていない。また、アダムの凍った吐瀉物はキウイフルーツとオレンジを凍らせたキューブであることをラングレイとグラントが明かしている。

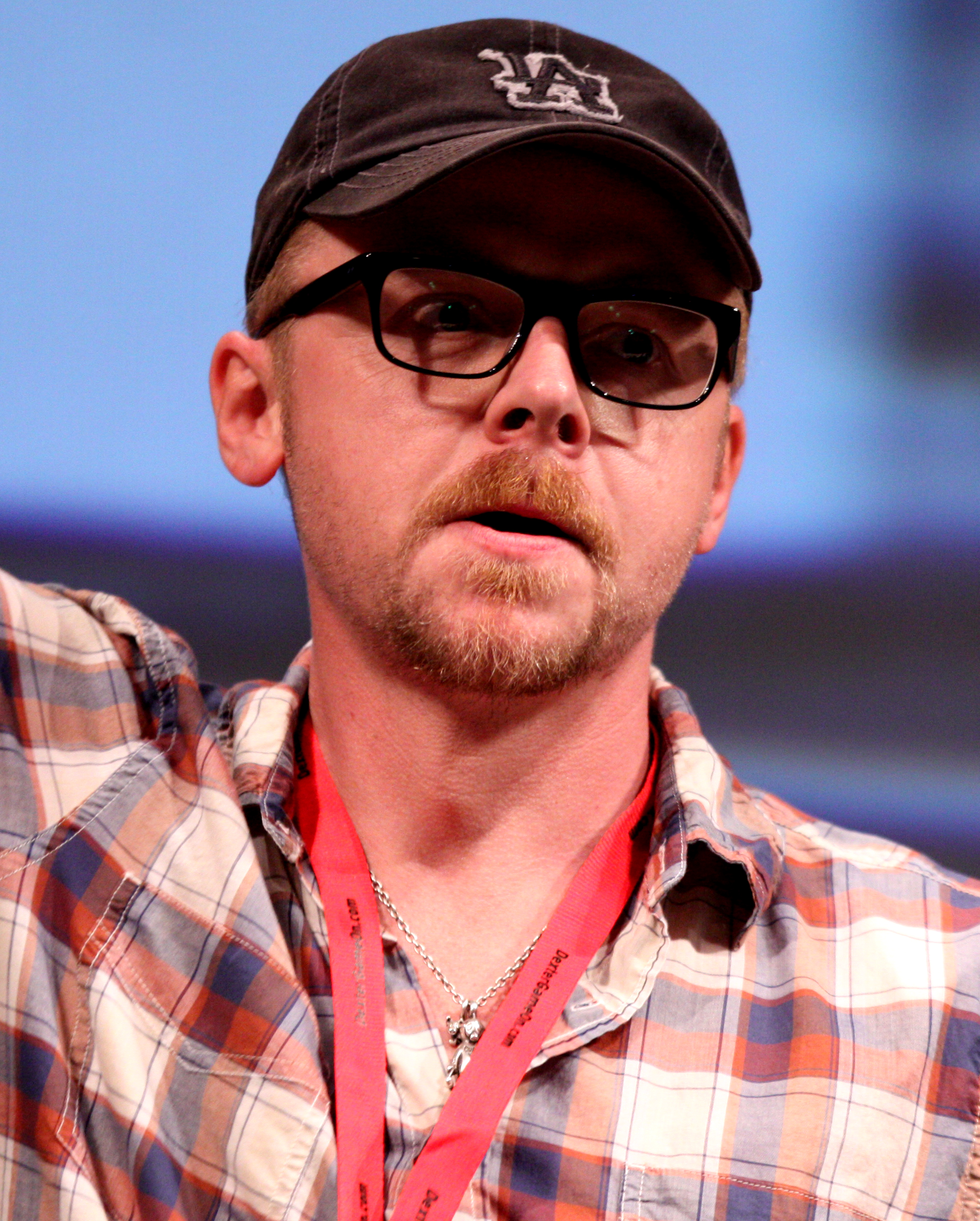
「宇宙ステーションの悪魔」はサイモン・ペッグのゲスト出演に焦点を当てており、彼は悪役の演技を楽しんだ

サイモン・ペッグは『ドクター・フー』と共に育ち、ゲスト出演できることを「素晴らしい名誉」と考え、悪役としてキャスティングされたことを喜んだ。彼は以前8代目ドクターのオーディオドラマ Invaders from Mars でドン・キャニーを演じていた。エディターはドクターとローズにジャグラフェスの名前を「偉大なる聖ハドラジャスティック・マクサド連邦のジャフラフェス ("The Mighty Jagrafress of the Holy Hadrajassic Maxaraddenfoe)」と告げ、ペッグはこれを口にするのは非常に難しかったとインタビューで述べた。声優ニコラス・ブリッグスがジャグラフェスの声を担当したが、同じく彼が「マネキンウォーズ」で担当したネスティーン意識体とあまりにも似ていたために使用されなかった。「宇宙ステーションの悪魔」は単独でシリーズの第4制作ブロックで製作された。スタジオでの撮影は11月30日から12月3日、12月7日、12月10日から12月15日にかけてニューポートのユニットQ2倉庫で行われた。フロア139とフロア500に使用されたセットとコントロールルームのセット、郊外の住宅のセットは12月6日、8日、9日にコリトンのBTグループの建物で撮影された。家のセットは後に再製作され、12月15日のニューポート倉庫での収録に使用された。ジャグラフェスは完全にCGIで作られており、The MillがCGIを担当した。ジャグラフェスはサメのようなデザインで、サメのように素早く襲い掛かるという意図があった。初期デザインは天井の肉の塊として描写された。

## 放送
「宇宙ステーションの悪魔」はイギリスではBBC Oneで2005年5月7日に放送された。当夜の視聴者数は751万人、番組視聴占拠率は38.9%を記録した。最終的な視聴者数は801万人に達し、一週間のうちBBC Oneで放送された番組では6番目に高い視聴率を記録した。「宇宙ステーションの悪魔」は「父の思い出」「空っぽの少年」「ドクターは踊る」とともに2005年8月1日にリージョン2のDVDでリリースされた。2005年11月21日にはシリーズ1のボックスセットとの一部として再リリースされた。
日本では2006年10月17日にNHK衛星第2テレビジョンで初めて放送され、地上波では2007年10月2日にNHK教育テレビジョンで初放送された。地上波での放送に先駆け2007年3月21日にはシリーズ1の日本語版DVDボックスが発売され、その中に「宇宙ステーションの悪魔」も収録されている。
2011年3月19日には LaLa TV で放送された。

## 評価
本エピソードは一般に賛否の入り混じった批評を受けた。『SFX』誌は以前のエピソード「地球最後の日」を想起させる "okay" なエピソードであると表現した。ペッグ、メディアの支配というテーマ、ジャグラフェスを褒めた一方で、脅威のリアルで明白な感覚がなく、人類の文化が現代のものと同じに見えるため、想像力を捉えることに失敗していると批判した。『ガーディアン』誌のルパート・スミスは「ジャーナリズムの職業を満たすものであれば満足だが、これは形だけだ」と綴った。Now Playing のアーノルド・T・ブランバーグは「宇宙ステーションの悪魔」の評価をB-とし、クラシックシリーズへの歓迎すべき回帰であり愉快であると表現した。しかし、本エピソードにおけるドクターを英雄に描かない伝統の開発には疑問を呈し、宙ぶらりんであるとした。2013年にエピソードを批評した『ラジオ・タイムズ』誌のパトリック・マルケーンはより肯定的であり、メディアの風刺としての素晴らしい行動と記した。また、彼はサイモン・ペッグとそのキャラクター、およびアダムの離脱を称賛した。2011年に Den of Geek のマーク・ハリソンは「思い返すと、『宇宙ステーションの悪魔』は過小評価されており、シリーズ中盤の完全に楽しめるエピソードだ」とコメントし、アダムの離脱を称賛した。
The A.V. Club 誌のアラスター・ウィルキンスは2013年に「宇宙ステーションの悪魔」を振り返ってB-の評価をつけた。彼は「宇宙ステーションの悪魔」を無くても済むと考え、エディターとジャグラフェスの動機があまり明確でないが、サイモン・ペッグの演技がほぼ十分にその穴を埋めてくれたとコメントした。彼は「単純なアイディアがあまりにも多い。これは、良くても薄っぺらに、最悪の場合は未発達の物語であると感じさせる累積的効果を伴う。このエピソードはほとんど失敗ではないが、それ以上であったかもしれない。」と総括した。新シリーズのガイドブック Who Is the Doctor では、華々しくなければ面白いとグレアム・バークが批評した。彼はペッグをこれまでの最高のゲストと呼び、アダムを退場させたことにラングレイが素晴らしい仕事をしたと主張したが、失敗したコンパニオン以外のストーリーラインが多くないとした。風刺が十分に巧妙ではなく、小説『1984年』といった他の物語から拝借していると批判した。また、彼はアダムの動機やローズとアダムの関係の掘り下げがカットされたことを残念だと主張した。バークの共著者であるロバート・スミスはより肯定的で、風刺は巧妙でなくても効果的であり、視聴者は当日のニュースメディアと関連付けることができると意見した。また、彼は「宇宙ステーションの悪魔」で9代目ドクターが心に強く訴える人物として描写されたことも称賛した。なお、二人はアダムを未来の技術と共に21世紀に放置するという決断を疑問視した。